# Mearnsia
A Mearnsia a madarak (Aves) osztályának sarlósfecske-alakúak (Apodiformes) rendjébe, ezen belül a  sarlósfecskefélék (Apodidae) családjába tartozó nem.

## Rendszerezésük
A nemet Robert Ridgway írta le 1911-ben, az alábbi 2 faj tartozik ide:
- Fülöp-szigeteki sarlósfecske (Mearnsia picina)
- pápua sarlósfecske (Mearnsia novaeguineae)

## Előfordulásuk
Az egyik faj a Fülöp-szigeteken, a másik Új-Guinea szigetén honos. Természetes élőhelyeik szubtrópusi és trópusi síkvidéki esőerdők. Állandó, nem vonuló fajok.

## Megjelenésük
Testhosszuk 14 centiméter körüli.